# Чижевский, Владимир Антонович
Влади́мир Анто́нович Чиже́вский (30 марта [11 апреля] 1899, Ковно — 1 января 1972, Москва) — советский авиаконструктор.

## Биография
Родился 11 апреля 1899 года. Выходец из дворянской семьи, учился до революции в юнкерском училище, после революции встал на сторону советской власти.
В 1919 году ушел служить в РККА.
После Гражданской войны поступил в Военную-Воздушную академию РККА им. Н. Е. Жуковского, которую окончил в 1926 году.
С 1928 года работал в ЦАГИ.
В 1931—1938 годах начальник бюро особых конструкций (БОК), начальник бригады в ЦКБ, главный конструктор Смоленского авиазавода.
Разработал гондолы первых советских стратостатов «Осоавиахим-1» и «СССР-1», самолёты БОК-1, БОК-5, БОК-7, БОК-15.
В 1939 году арестован НКВД и помещён в КБ тюремного типа.
До 1941 года в ЦКБ-29 НКВД, работал в бригаде А. Н. Туполева.
После освобождения работал в ОКБ им. А. Н. Туполева. Начальник бригады центроплана, затем — отдела центроплана и заместитель начальника каркасного отделения.
С начала 1950-х годов руководил работами по опытному штурмовику, пикирующему бомбардировщику и торпедоносцу Ту-91. Участвовал в создании многих самолётов марки «Ту».
Умер в 1972 году. Урна с прахом захоронена в колумбарии на Введенском кладбище.

## Известные работы
- БОК-1 — первый советский стратосферный самолет (стратоплан)
- БОК-5 — бесхвостый исследовательский самолет
- БОК-7 — рекордный стратоплан с гермокабиной
- БОК-11 — разведчик-бомбардировщик (возможно, торпедоносец)
- БОК-12 — летающая лаборатория для изучения стратосферы
- БОК-13 (изначально БОК-10) — 6-местный стратосферный пассажирский самолёт
- БОК-15 — рекордный сверхдальний стратосферный самолёт

## Награды
- Сталинская премия (1949)[источник не указан 573 дня]
- 3 ордена Ленина
- орден Отечественной войны 1-й степени (08.08.1947)
- 3 ордена Красной Звезды
- медали